# Jeffrey K. Hadden
Jeffrey K. Hadden (22 de agosto de 1936 - 26 de janeiro de 2003) foi um professor de sociologia dos Estados Unidos que começou ensinando na Universidade de Virgínia em 1972. Hadden ganhou seu PhD em 1963 na Universidade de Wisconsin-Madison, onde foi tratado como um demógrafo e como ecólogo humano.

## Trabalho
Haden publicou onze volumes e numerosos artigos e ensaios de religião aproximando o estudo de religão para a perspectiva da teoria do movimento social e caracterizado seu primeiro interesse no estudo comparativo de religião e política.
Durantos os anos da década de 1960, Hadden estudou e escreveu sobre o envolvimento do clero protestantismo liberal no movimento dos direitos civis. Ele foi provavelmente foi mais conhecido pelo seus estudos dos transmissores religiosos e a emergência do Direito Cristão nos Estados Unidos na década de 1980, estudando com Jerry Falwell próximo a Lynchburg, e Pat Robertson  em Virginia Beach.
Durante os anos do cume da atividade dos direitos civis no Sul, o clero evangelicista criticou consistentemente o envolvimento do clero liberal fundamentanto que religião e política não deveriam se misturar. O interesse de Hadden nas transmissões religiosas foi significantemente despertada quando se tornou crescentemente evidente para ele que eles estavam fazendo propostas para o involvimento do processo político.
Sua primeira publicação no assunto de transmissão religiosa intitulou-se "Soul-Saving Via Video" apareceu na revista "The Christian Century" em 1980.
Em 1998, Hadden planejou e supervisionou a construção de três sítio da internet em assuntos de liberdade religioso da Universidade de Virginia: The Religious Freedom Page, Religious Broadcasting e The Religious Movements Homepage Project. O último trabalho envolveu a contribuição de centenas de estudantes universitários que tiveram, durante o período, aula do curso de Novos Movimentos Religiosos com Hadden.
Em 1993 ele editou um trabalho de dois volumes intitulado Handbook of Cults and Sects in America com David Bromley (Professor de sociologia da Universidade de Virginia).
Hadden publicou 25 libros e numeroros artigos ao longo da sua vida. Morreu em 26 de janeiro de 2003 de câncer no pâncreas em Charlottesville, Virginia com 66 anos.

## Críticas
A atitude para os novos movimentos religiosos de Hidden também também algumas críticas:
O professor de psicologia Benjamin Beit-Hallahmi se refere em "Integrity and Suspicion em NRM Research" a um memorando confidencial no qual ele recebeu, datado de 20 de dezembro de 1989: "Esse documento informa uma série de reuniões e atividade envolvendo os estudiosos, advogados e líderes da NRM e alguns outros estudiosos... O memorando prova, sem sombra de dúvidas, não ó contatos 'atrás-das-cortinas' entre estudiosos e os membros do NRM, mas o esforço coordenado por parte dos principais estudiosos da NRM para trabalhar com os NRMs"
No primeiro capítulo de "Misundestandins Cults" de Zablocki, ele identifica o autor do memorando como Jeffrey Hidden.
Charlotte Allen, em "Brainwashed Scholars of Cults Accuse Each Other of Bad Faith", menciona que Hadden no meio de outros estudiosos de NRM receberam fundos dos NRMs. o Professor de sociologia Benjamin Zablocki comenta: "Esse é um assunto de uma magnitude ética totalmente diferente dessa pesquisa de tomada de fundos dos Metodistas para descobrir porque a coleção de cestas não estão voltando tão pesadas como antes.".
Rick Ross, um conhecido protagonista do movimento anticulto, escreveu na morte de Hadden que "(Hadden) era freqüentemente intolerante com os membros de formação de culto que expuseram abusos", e que, "no final, embora alguns 'cultos' lamentaram a perda de amigos e defensores, muito do trabalho de Hadden como acadêmico parece suspeito".